# Sofia Allepuz
Sofía Allepuz García (Dos Hermanas, 2016) es una actriz española, conocida principalmente por ser la protagonista de la película Rita (2024), ópera prima de la actriz y directora Paz Vega.

## Biografía
Sofía Allepuz nació en Dos Hermanas, en 2016. Es hija de Daniel José García, originario de Las Norias de Daza (Almería), y Carmen Allepuz, natural de Huelva. Su familia reside en Dos Hermanas, donde Sofía y su hermano Hugo —también actor— crecieron en un ambiente artístico que fomentó su vocación.
Desde los cinco años, Sofía comenzó su formación en interpretación, canto y canto aplicado al doblaje. Su interés por la actuación surgió tras observar a su hermano en teatro musical y cortometrajes. Fue descubierta por la directora de casting Marichu Sanz, quien la presentó a Paz Vega para el papel principal de Rita.

## Carrera

### Debut y primeros trabajos
Sofía inició su carrera artística a los cinco años, participando en publicidad, teatro y cortometrajes. Entre sus primeros trabajos destacan varios cortometrajes donde protagonizó papeles principales, lo que le llevó a ser seleccionada para su primer largometraje.

### Rita(2024)
Rita es la ópera prima de Paz Vega como directora y cuenta con Sofía Allepuz en el papel principal, interpretando a una niña de siete años que vive en la Sevilla de 1984 en un contexto de violencia de género. La película tuvo su estreno internacional en el Festival de Cine de Locarno (Suiza) en agosto de 2024 y fue presentada en varios festivales nacionales como la Seminci de Valladolid, los festivales de Sevilla, Huelva y Almería (FICAL).
El rodaje se extendió durante un mes y medio, en escenarios reales como la playa de Mazagón (Huelva), donde se combina la ternura infantil con la crudeza social del entorno. La actuación de Sofía fue muy bien valorada por la crítica y el público, recibiendo elogios por su madurez y capacidad interpretativa. Sofía es considerada una niña prodigio por medios como La Voz de Almería.

## Premios y reconocimientos
En marzo de 2025, Sofía Allepuz recibió el I Premio Academia de Cine de Andalucía en la Muestra de Cine Español Inédito de Jaén, en reconocimiento a su excelente trabajo en Rita. Debido a su corta edad, no pudo optar a otros premios como los Goya o los Premios Carmen, pero este galardón abre camino a una prometedora carrera.

## Filmografía

### Largometrajes
- Rita (2024), dirigida por Paz Vega

### Cortometrajes
- Pompita (Ana Graciani)
- Los veranos de tu invierno (Nei Loya)
- Cuando las cigarras callen (Bea Hohenleiter)
- Piezas de Puzzle
- Origami
- Muñecas de Arcilla